# 조기담 (운정)
조기담(趙紀淡 , 호는 운정(雲汀), 1893년 6월 9일 ~ 1979년 3월 24일)은 대한민국의 독립운동가이다.

## 개요

### 독립운동
운정 조기담 선생은 1893년 6월 9일 전라북도 김제시 옥산동 237번지에서 출생하였다. 1916년 대한 독립 운동에 뜻을 두고 동지를 규합하여 독립 운동 관련 군자금 모집을 하기 위해 곡물 장사로 가장한 그는 군산 지방에서 활동하다가 일경에 피체되어 사기죄로 징역 6월형의 옥고를 치렀다. 출옥 후 1919년 전라북도 전주에서 삼일 독립 만세 운동 참여, 1920년에 다시 군자금 모집을 위하여 김환 등과 연락하여 인천에서 대한민국 임시정부의 고여민, 이의 등과 접촉하며 김제 거부 조재돈에게 군자금을 요청하다가 일경에 의해 다시 피체되었다. 이에 기소되어 1921년 3월 28일 광주지방법원 전주지청에서 소위 제령 제7호 위반 및 공갈죄로 징역 1년 6월형을 언도받고 옥고를 치렀고 1922년에 만기출감하였다.

### 사망
이후 1979년 3월 24일 사망하였으며, 현재는 대전현충원 국립묘지 애국지사 묘지에 부인 조용 씨와 합장되어 있다.

## 상훈
대한민국 정부에서는 고인의 공훈을 기리고자 1977년 대한민국 대통령 표창장을 수여하였고, 1990년 대한민국 건국훈장 애족장을 추서하였다.